# Zlataritsa (huyện)
Zlataritsa là một huyện thuộc tỉnh Veliko Tarnovo, Bungaria. Dân số thời điểm năm 2001 là 4948 người.